# Трахікарпус
Трахікарпус (Trachycarpus) — рід рослин родини Пальмові (Arecaceae, Palmae). Відповідно до сучасних уявлень, рід включає дев'ять видів.
Дерева заввишки до 12 м зі стовбуром 15-20 см в діаметрі, вкритому коричнево-бурими волокнами відмерлих листків; на старих деревах стовбур в нижній частині стає голим, темно-бурим, блискучим, зі слідами прикріплення листя. На вершині стовбур увінчаний кроною з численних листків.